# 2023 nos jogos eletrônicos
Na indústria de jogos eletrônicos, o ano de 2023 foi marcado por mudanças significativas nas maiores editoras e desenvolvedoras. A Microsoft, depois de satisfazer os órgãos reguladores mundiais, concluiu a aquisição da Activision Blizzard por 69 bilhões de dólares, tornando-se a terceira maior editora de jogos do mundo. A Embracer Group, que estava em uma onda de aquisições nos últimos anos, teve um negócio estimado em 2 bilhões de dólares fracassado, fazendo com que muitos dos estúdios da Embracer demitissem funcionários ou fechassem completamente. Demissões semelhantes foram observadas na Unity, Amazon, ByteDance, Epic Games, Bungie e Ubisoft, levando à perda de mais de 9.000 empregos no setor em 2023 e fazendo parte de uma tendência maior de demissões em empresas de tecnologia em 2023.

## Jogos mais bem avaliados

### Principais prêmios
Baldur's Gate 3 foi o primeiro jogo a receber o prêmio de jogo do ano nas cinco principais premiações: Golden Joystick Awards, The Game Awards, D.I.C.E. Awards, Game Developers Choice Awards e BAFTA Game Awards.
| Categoria                 | Categoria              | 27º Japan Game Awards 20 de setembro de 2023 | 41º Golden Joystick Awards 10 de novembro de 2023 | The Game Awards 2023 7 de dezembro de 2023    | 27º Annual D.I.C.E. Awards 15 de fevereiro de 2024 | 24º Game Developers Choice Awards 20 de março de 2024 | 24º Game Developers Choice Awards 20 de março de 2024 | 20º British Academy Games Awards 11 de abril de 2024   |
| ------------------------- | ---------------------- | -------------------------------------------- | ------------------------------------------------- | --------------------------------------------- | -------------------------------------------------- | ----------------------------------------------------- | ----------------------------------------------------- | ------------------------------------------------------ |
| Jogo do Ano               | Jogo do Ano            | Monster Hunter Rise: Sunbreak                | Baldur's Gate III                                 | Baldur's Gate III                             | Baldur's Gate III                                  | Baldur's Gate III                                     | Baldur's Gate III                                     | Baldur's Gate III                                      |
| Jogo Mobile / Portátil    | Jogo Mobile / Portátil | —                                            | —                                                 | Honkai: Star Rail                             | What the Car?                                      | —                                                     | —                                                     | —                                                      |
| Jogo VR / AR              | Jogo VR / AR           | —                                            | Horizon Call of the Mountain                      | Resident Evil Village                         | Asgard's Wrath 2                                   | —                                                     | —                                                     | —                                                      |
| Direção de Arte           | Direção de Arte        | —                                            | Baldur's Gate III                                 | Alan Wake 2                                   | Alan Wake 2                                        | Alan Wake 2                                           | Alan Wake 2                                           | Alan Wake 2                                            |
| Áudio                     | Música                 | —                                            | Final Fantasy XVI                                 | Final Fantasy XVI                             | Marvel's Spider-Man 2                              | Hi-Fi Rush                                            | Hi-Fi Rush                                            | Baldur's Gate III                                      |
| Áudio                     | Design de Som          | —                                            | Final Fantasy XVI                                 | Hi-Fi Rush                                    | Marvel's Spider-Man 2                              | Hi-Fi Rush                                            | Hi-Fi Rush                                            | Alan Wake 2                                            |
| Personagem ou Performance | Protagonista           | —                                            | Ben Starr como Clive Rosfield (Final Fantasy XVI) | Neil Newbon como Astarion (Baldur's Gate III) | Miles Morales (Marvel's Spider-Man 2)              | —                                                     | —                                                     | Nadji Jeter como Miles Morales (Marvel's Spider-Man 2) |
| Personagem ou Performance | Coadjuvante            | —                                            | Neil Newbon como Astarion (Baldur's Gate III)     | Neil Newbon como Astarion (Baldur's Gate III) | Miles Morales (Marvel's Spider-Man 2)              | —                                                     | —                                                     | Andrew Wincott como Raphael (Baldur's Gate III)        |
| Direção ou Design de Jogo | Design de Jogo         | RPG Time: The Legend of Wright               | —                                                 | Alan Wake 2                                   | Baldur's Gate III                                  | Baldur's Gate III                                     | Baldur's Gate III                                     | Dave the Diver                                         |
| Direção ou Design de Jogo | Direção de Jogo        | RPG Time: The Legend of Wright               |                                                   | Alan Wake 2                                   | Baldur's Gate III                                  | Baldur's Gate III                                     | Baldur's Gate III                                     | Dave the Diver                                         |
| Narrativa                 | Narrativa              | —                                            | Baldur's Gate III                                 | Alan Wake 2                                   | Baldur's Gate III                                  | Baldur's Gate III                                     | Baldur's Gate III                                     | Baldur's Gate III                                      |
| Multijogador / Online     | Multijogador / Online  | —                                            | Mortal Kombat 1                                   | Baldur's Gate III                             | Diablo IV                                          | —                                                     | —                                                     | Super Mario Bros. Wonder                               |
| Prêmio Especial           | Prêmio Especial        | —                                            | —                                                 | —                                             | Hall da Fama                                       | Prêmio Embaixador                                     | Lifetime Achievement                                  | BAFTA Special                                          |
| Prêmio Especial           | Prêmio Especial        | —                                            | —                                                 | —                                             | Koji Kondo                                         | Fawzi Mesmar                                          | Yoko Shimomura                                        | SpecialEffect                                          |

1. 1 2 3  Algumas premiações combinam estas categorias.

### Jogos aclamados
O número de jogos eletrônicos aclamados lançados em 2023 foi excepcionalmente alto em comparação com a maioria dos anos, com 25 jogos tendo uma pontuação agregada de 90 de 100 ou melhor no agregador de críticas Metacritic até outubro de 2023; isso o tornou o ano com o maior número de jogos aclamados desde 2004. Esse ano foi comparável à lista de lançamentos altamente elogiados em 1992, 1997 e 2008. As razões para isso incluem o fato de que a maioria dos principais jogos foi adiada ou nem mesmo desenvolvida até depois dos confinamentos da pandemia de COVID-19, levando a uma maior qualidade nos jogos em geral, e que a nona geração de consoles se tornou consolidada para os desenvolvedores.
A tabela a seguir lista os jogos mais bem avaliados lançados em 2023 com base no Metacritic, que geralmente considera as expansões como títulos separadas.
| Título                                                          | Desenvolvedora      | Publicadora                    | Lançamento             | Plataforma    | Nota |
| --------------------------------------------------------------- | ------------------- | ------------------------------ | ---------------------- | ------------- | ---- |
| The Legend of Zelda: Tears of the Kingdom                       | Nintendo EPD        | Nintendo                       | 12 de maio de 2023     | Switch        | 96   |
| Baldur's Gate III                                               | Larian Studios      | Larian Studios                 | 3 de agosto de 2023    | PC            | 96   |
| Metroid Prime Remastered                                        | Retro Studios       | Nintendo                       | 8 de fevereiro de 2023 | Switch        | 94   |
| Resident Evil 4                                                 | Capcom              | Capcom                         | 24 de março de 2023    | PlayStation 5 | 93   |
| Xenoblade Chronicles 3: Expansion Pass Wave 4 - Future Redeemed | Monolith Soft       | Nintendo                       | 25 de abril de 2023    | Switch        | 92   |
| Street Fighter 6                                                | Capcom              | Capcom                         | 2 de junho de 2023     | PC            | 92   |
| Super Mario Bros. Wonder                                        | Nintendo EPD        | Nintendo                       | 20 de outubro de 2023  | Switch        | 92   |
| Against the Storm                                               | Eremite Games       | Hooded Horse                   | 8 de dezembro de 2023  | PC            | 91   |
| Resident Evil 4                                                 | Capcom              | Capcom                         | 24 de março de 2023    | PC            | 91   |
| Cyberpunk 2077: Phantom Liberty                                 | CD Projekt Red      | CD Projekt                     | 26 de setembro de 2023 | Xbox Series X | 90   |
| Slay the Princess                                               | Black Tabby Games   | Black Tabby Games              | 23 de outubro de 2023  | PC            | 90   |
| Dave the Diver                                                  | Mintrocket          | Mintrocket                     | 28 de junho de 2023    | PC            | 90   |
| Ghost Trick: Phantom Detective                                  | Capcom              | Capcom                         | 30 de junho de 2023    | PC            | 90   |
| Videoverse                                                      | Kinmoku             | Kinmoku                        | 7 de agosto de 2023    | PC            | 90   |
| Quake II - Enhanced Edition                                     | Nightdive Studios   | Bethesda Softworks             | 10 de agosto de 2023   | PC            | 90   |
| The Making of Karateka                                          | Digital Eclipse     | Digital Eclipse                | 29 de agosto de 2023   | PC            | 90   |
| Jack Jeanne                                                     | Broccoli            | Aksys Games                    | 15 de junho de 2023    | Switch        | 90   |
| Marvel's Spider-Man 2                                           | Insomniac Games     | Sony Interactive Entertainment | 20 de outubro de 2023  | PlayStation 5 | 90   |
| Tents & Trees                                                   | Frozax Games        | Frozax Games                   | 14 de março de 2023    | Switch        | 90   |
| Walkabout Mini Golf                                             | Mighty Coconut, LLC | Mighty Coconut, LLC            | 11 de maio de 2023     | PlayStation 5 | 90   |

## Principais eventos
| Mês       | Dia(s)                                                      | Evento |
| --------- | ----------------------------------------------------------- | --- |
| Janeiro   | 6                                                           | A NetEase Games adquire a SkyBox Labs. |
| Janeiro   | 17                                                          | A Unity Technologies demite 284 funcionários. |
| Janeiro   | 18                                                          | A Google encerra o serviço de streaming Stadia, reembolsando todas as compras de hardware e software. |
| Fevereiro | 17                                                          | O Super Nintendo World é aberto ao público nas premissas do Universal Studios Hollywood, na Califórnia. |
| Fevereiro | 21–23                                                       | A Academia de Artes e Ciências Interativas sedia a Cúpula D.I.C.E. 2023 e o 26º D.I.C.E. Awards no Resorts World Las Vegas em Las Vegas, Nevada, e Tim Schafer é adicionado ao Hall da Fama da Academia.                                                                                        |
| Março     | 20–24                                                       | A Game Developers Conference volta a um formato completamente presencial no Moscone Center em São Francisco. |
| Março     | 22                                                          | A Atari SA anuncia a sua intenção de adquirir a Nightdive Studios por 10 milhões de dólares. |
| Março     | 27                                                          | A Nintendo encerra os serviços da Nintendo eShop para Nintendo 3DS e Wii U. |
| Março     | 29                                                          | A Electronic Arts demite cerca de 800 funcionários. |
| Março     | 30                                                          | A Entertainment Software Association (ESA) anuncia o cancelamento da E3 2023 graças à falta de presença de grandes publicadoras. |
| Abril     | 3                                                           | A Legendary Entertainment adquire os direitos de filme e TV da franquia Street Fighter da Capcom. |
| Abril     | 5                                                           | A Savvy Games Group anuncia a sua intenção de adquirir a Scopely por 4,9 bilhões de dólares. |
| Abril     | 19                                                          | A Epic Games adquire o estúdio brasileiro Aquiris. |
| Abril     | 20                                                          | A Focus Entertainment adquire a publicadora Dovetail Games. |
| Abril     | 20                                                          | A Sony Interactive Entertainment adquire a Firewalk Studios e a integra à sua marca PlayStation Studios. |
| Maio      | 3                                                           | A Unity Technologies anuncia seus planos para cortar 600 empregos. |
| Junho     | 5                                                           | A Apple anuncia o Apple Vision Pro, um aparelho de realidade mista com o lançamento planejado para o início de 2024. |
| Junho     | 8                                                           | A Summer Game Fest 2023 é realizada por meio de uma combinação de eventos presenciais e transmitidos por mais de quarenta parceiros de publicação no YouTube Theater em Los Angeles. |
| Junho     | 14                                                          | A Embracer Group inicia um grande programa de restruturação graças à falha de um acordo de 2 bilhões de dólares, que afetaria alguns de seus estúdios e projetos em curso. |
| Junho     | 25                                                          | A Hollywood Bowl Orchestra apresenta um concerto de aniversário de dez anos do The Game Awards no Hollywood Bowl em Los Angeles. |
| Julho     | 24                                                          | A Tencent anuncia sua intenção de adquirir uma maioria das ações da Techland. |
| Agosto    | 10–12                                                       | A Quakecon retorna como um evento presencial em Grapevine, Texas, depois de três anos em formatos digitais graças à pandemia de COVID-19. |
| Agosto    | 11–13                                                       | Os Pokémon World Championships 2023 são realizados no centro de convenções Pacifico Yokohama em Yokohama, Japão. |
| Agosto    | 18                                                          | A Sega Sammy Group conclui a aquisição da Rovio Entertainment por 775 milhões de dólares. |
| Agosto    | 21                                                          | A Nintendo anuncia que Charles Martinet não dublaria mais Mario e outros personagens. |
| Agosto    | 23–27                                                       | A convenção Gamescom é realizada no Koelnmesse em Colônia, Alemanha. |
| Agosto    | 31                                                          | Como parte de sua restruturação, a Embracer Group fecha a Volition. |
| Setembro  | 1–4                                                         | A Nintendo of America realiza o Nintendo Live, um evento presencial apresentado primeiramente no Japão em 2017, em Seattle. |
| Setembro  | 7                                                           | A ESA anuncia que não haveria E3 em 2024. |
| Setembro  | 13                                                          | A Unity Technologies anuncia uma nova taxa de licenciamento retroativa para o motor de jogo Unity a partir de 2024, gerando reações negativas na comunidade de jogos independentes. As críticas levam a Unity a reformular a estrutura de taxas para termos menos agressivos uma semana depois. |
| Setembro  | 21–24                                                       | A convenção Tokyo Game Show é realizada no Makuhari Messe em Chiba, Japão. |
| Setembro  | 27                                                          | Jim Ryan, diretor-executivo da Sony Interactive Entertainment, anuncia sua intenção de deixar a Sony em abril de 2024. |
| Setembro  | 28                                                          | A Epic Games demite cerca de 16% de seu pessoal, cerca de 860 funcionários, incluindo desinvestimento no Bandcamp e no SuperAwesome. |
| Outubro   | 4                                                           | A Nintendo anuncia que os serviços online para Nintendo 3DS e Nintendo Wii U seriam descontinuados em abril de 2024. |
| Outubro   | 13                                                          | A Microsoft conclui a aquisição da Activision Blizzard depois da sua aprovação pela Autoridade de Competição e Mercados do Reino Unido. |
| Outubro   | Kevin Afghani é anunciado como a nova voz de Mario e Luigi. | |
| Outubro   | 30                                                          | A Bungie demite cerca de 100 funcionários como medidas de corte de custos graças à baixa quantidade de jogadores de Destiny 2. |
| Outubro   | 31                                                          | A Atari SA anuncia sua intenção de adquirir a Digital Eclipse por 20 milhões de dólares. |
| Novembro  | 3–4                                                         | A Blizzard Entertainment realiza a BlizzCon presencialmente no Anaheim Convention Center em Anaheim, Califórnia. |
| Novembro  | 7                                                           | A Ubisoft demite 124 funcionários mundialmente, principalmente em seus estúdios no Canadá. |
| Novembro  | 8                                                           | A Blizzard Entertainment anuncia sua intenção de transicionar a Overwatch League a uma estrutura mais tradicional de eSports. |
| Novembro  | 15                                                          | Uma série de demissões é anunciada na Amazon Games, DIgital Bros, Humble Games e Kongregate. |
| Novembro  | 28                                                          | A Unity Technologies anuncia outra série de demissões consistindo em 3,8%, ou 265 funcionários, da empresa como parte de um "reinício" depois das mudanças na taxa de licenciamento de setembro de 2023.                                                                                        |
| Dezembro  | 7                                                           | A The Game Awards 2023 é realizada no Peacock Theater em Los Angeles. |
| Dezembro  | 11                                                          | A Free Radical Design é fechada como parte das repercussões do acordo falhado de 2 bilhões de dólares da Embracer Group. |
| Dezembro  | 11                                                          | Um júri constata que a Google manteve um monopólio ilegal no mercado Android no caso Epic Games v. Google. |
| Dezembro  | 12                                                          | A ESA confirma que eles não realizariam mais convenções E3 no futuro. |
| Dezembro  | 15                                                          | A Activision Blizzard e o Departamento de Direitos Civis da Califórnia chegam a um acordo de 54 milhões de dólares no processo judicial sobre assédio sexual na empresa. |
| Dezembro  | 19                                                          | A Insomniac Games sofre uma violação de dados e tem seus planos de dez anos divulgados, além de informações pessoais e vários detalhes históricos sobre a empresa e a Sony Interactive Entertainment, depois de não pagar o grupo de hackers para impedir sua divulgação.                       |
| Dezembro  | 29                                                          | Como parte da aquisição pela Microsoft, Bobby Kotick se aposenta da Activision Blizzard depois de ser seu diretor-executivo por 32 anos. |

## Mortes notáveis
- 5 de janeiro
  - Sim Wong Hoo, 67, fundador e diretor-executivo da Creative Labs.[70]
  - Earl Boen, 81, dublador em muitos jogos, incluindo World of Warcraft e Monkey Island.[71]
- 29 de janeiro – Annie Wersching, 45, atriz conhecida por seu papel de Tess em The Last of Us e Tassyn em Anthem.[72]
- 14 de fevereiro – Tohru Okada, 73, músico e criador do efeito sonoro do logo da marca PlayStation.[73]
- 3 de março – Tom Sizemore, 61, ator conhecido por dublar Sonny Forelli em Grand Theft Auto: Vice City.[74][75]
- 17 de março – Lance Reddick, 60, ator conhecido por dublar o Comandante Zavala na série Destiny e Sylens na série Horizon.[76][77]
- 23 de março – Brendan O'Brien, 60, dublador de Crash Bandicoot.[78]
- 30 de março – Mike Berlyn, 73, criador de Bubsy e co-fundador da Bend Studio.[79]
- 1 de abril – Klaus Teuber, 70, criador de Catan.[80]
- 5 de julho – Emile Morel, 40, desenvolvedor da Ubisoft, projetista-chefe em Rayman Legends e líder criativo em Beyond Good and Evil 2.[81]
- 23 de agosto – Arleen Sorkin, 67, atriz conhecida por dublar Arlequina em Batman: The Animated Series e em suas diversas adaptações para jogos eletrônicos, bem como em Batman: Arkham Asylum.[82]
- 26 de outubro – Richard Moll, 80, ator conhecido por dublar Devil Hulk em The Incredible Hulk: Ultimate Destruction e Death em Dante's Inferno.[83]
- 28 de outubro – Matthew Perry, 54, ator conhecido por dublar Benny em Fallout: New Vegas.[84]
- 17 de dezembro – James McCaffrey, 65, ator mais conhecido por dublar Max Payne.[85]
- 24 de dezembro – Kamar de los Reyes, 56, ator conhecido por interpretar Raul Menendez em Call of Duty: Black Ops II.[86]
- 30 de dezembro
  - Bryan Ansell, 68, projetista e administrador da Games Workshop e co-desenvolvedor da franquia Warhammer 40.000.[87]
  - Tom Wilkinson, 75, ator conhecido por interpretar Carmine Falcone em Batman Begins e em sua adaptação para jogos eletrônicos, bem como dublar o antagonista Thomas Pendrew em Sleeping Dogs.

## Lançamentos dehardware
| Mês       | Dia | Hardware           | Ref.          |
| --------- | --- | ------------------ | ------------- |
| Janeiro   | 26  | Razer Edge         | [ 88 ]        |
| Fevereiro | 22  | PlayStation VR2    | [ 89 ] [ 90 ] |
| Junho     | 13  | Asus ROG Ally      | [ 91 ]        |
| Outubro   | 10  | Meta Quest 3       | [ 92 ] [ 93 ] |
| Novembro  | 15  | PlayStation Portal | [ 94 ]        |
| Novembro  | 16  | Steam Deck OLED    | [ 95 ]        |
| Novembro  | 17  | Atari 2600+        | [ 96 ]        |